# Ayako Shiraishi
Ayako Shiraishi (japanska: 白石 文子 Hepburn: Shiraishi Ayako?), född 13 april 1963, är en japansk röstskådespelerska som är bosatt i Ōita. Hon debuterade 1987 i TV-serien New Maple Town Story med rollen Lamb. Shiraishi medverkade sedan i flera TV-serier och filmer under 1990-talet såsom Hono no tokyuji Dodge Danpei, Iron Virgin Jun, Sailor Moon och Mobile Suit Victory Gundam. Hennes genombrott kom som den första japanska rösten till syster Joy i animen Pokémon. Shiraishi sista roll som röstskådespelerska var just som syster Joy i Pokémonfilmen The Legend of Thunder! från 2001. Den 31 mars 2002 meddelade hon officiellt att hon skulle sluta röstskådespela.